# Okręg Zofingen
Okręg Zofingen (niem. Bezirk Zofingen) – okręg w Szwajcarii, w kantonie Argowia, o pow. 142,01 km², zamieszkały przez 76 255 osób (31 grudnia 2022). Siedzibą okręgu jest miasto Zofingen. 

## Podział administracyjny
W skład okręgu wchodzi 17 gmin (Einwohnergemeinde):
1. Aarburg
2. Bottenwil
3. Brittnau
4. Kirchleerau
5. Kölliken
6. Moosleerau
7. Murgenthal
8. Oftringen, miasto
9. Reitnau
10. Rothrist
11. Safenwil
12. Staffelbach
13. Strengelbach
14. Uerkheim
15. Vordemwald
16. Wiliberg
17. Zofingen, miasto

## Zmiany administracyjne
- 1 stycznia 2002
  - przyłączenie gminy Mühlethal do miasta Zofingen
- 1 stycznia 2019
  - przyłączenie gminy Attelwil do gminy Reitnau